# Infraction au code de la route au Maroc
Au Maroc, les infractions au code de la route sont classées en délits et en trois classes de contraventions.
Ces infractions qui peuvent aller du simple mauvais stationnement jusqu'à l'homicide involontaire, ont fait l'objet de plusieurs critiques de la part des syndicats représentants les professionnels du transport. Les sanctions qui sont prévues à l'encontre de ceux qui les commettent sont jugées trop sévères.

## Liste des délits
On compte une dizaine de délits.
| Nature du délit                                               | Qualification | Sanction principale                                                      | Mesure administrative complémentaire                             | Procédure     | Nombre de points à retirer | Observations |
| ------------------------------------------------------------- | --- | ------------------------------------------------------------------------ | ---------------------------------------------------------------- | ------------- | -------------------------- | --- |
| Homicide involontaire consécutif à un accident de circulation | Homicide involontaire consécutif à un accident de circulation sans circonstances aggravantes | emprisonnement de 3 ans à 5 ans + amende de 7 500 à 30 000 dirhams       | suspension du PC de 1 à 3 ans                                    | Procès-verbal | 6                          | - |
| Homicide involontaire consécutif à un accident de circulation | Homicide involontaire consécutif à un accident de circulation avec circonstances aggravantes | emprisonnement de 6 mois à 10 ans + amende de 7 500 à 30 000 dirhams     | suspension du PC de 2 à 4 ans                                    | Procès-verbal | 14                         | état d'ivresse+ dépassement de la vitesse > 50 km/h +défaut du permis de conduire+ non-respect de l'arrêt obligatoire+ non-respect du droit de priorité + stationnement non réglementaire de nuit+ défaut de freins + fuite ou modifications de preuves |
| Blessure involontaire consécutif à un accident de circulation | Blessure involontaire consécutif à un accident de circulation sans circonstances aggravantes | emprisonnement de 1 mois à 2 ans + amende de 1 200 à 6 000 dirhams       | suspension du PC de 3 mois au plus                               | Procès-verbal | 3 à 4                      | 4 points si infirmité de la victime |
| Blessure involontaire consécutif à un accident de circulation | Blessure involontaire consécutif à un accident de circulation avec circonstances aggravantes | emprisonnement de 1 mois à 2 ans + amende de 1 200 à 6 000 dirhams       | suspension du PC de 3 mois au plus                               | Procès-verbal | 6 ou 10                    | 10 points si infirmité de la victime |
| Délit concernant le permis de conduire                        | conduite d’un véhicule avec un permis de conduire ne correspondant pas à la catégorie du véhicule concerné | amende de 2 000 à 4 000 dirhams                                          | -                                                                | -             | -                          | Article 148 |
| Délit concernant le permis de conduire                        | conduite d’un véhicule dont la conduite nécessite l’obtention d’un permis de conduire sans permis de conduire | amende de 2 000 à 4 000 dirhams                                          | privation de délivrance du P.C. pour une durée maximum de 3 mois | -             | 4                          | - |
| Délit concernant le permis de conduire                        | conduite d’un véhicule agricole à moteur ou un engin de travaux publics sur la voie publique | amende de 2 000 à 4 000 dirhams                                          | -                                                                | -             | -                          | - |
| Délit concernant le permis de conduire                        | Obtention de plus d'un permis de conduire marocain d'une même catégorie | Emprisonnement d'un mois à six mois +/- amende de 5 000 à 20 000 dirhams | -                                                                | -             | -                          | Article 150 |
| Délit concernant le permis de conduire                        | La personne se trouvant sous le coup d’une décision judiciaire ou d’une décision administrative de suspension de PC qui ne dépose pas dans les délais qui lui ont été impartis son PC auprès de l’administration | amende 2 000 à 8 000 dhs                                                 | -                                                                | -             | 4                          | - |
| Délit concernant le permis de conduire                        | La personne qui conduit avec un faux PC un véhicule dont la conduite nécessite l’obtention d’un PC | Emprisonnement de six mois à trois ans + amende de 1 200 à 5 000 dirhams | ne passe pas le permis pendant deux ans                          | -             | -                          | 154 |
| Délit concernant le véhicule                                  | véhicule et/ou chargement abandonnés sur la voie publique ou sur ses dépendances | -                                                                        | -                                                                | -             | -                          | - |
| Délit concernant le véhicule                                  | le fait de faire circuler sur la voie publique ou ses dépendances, un véhicule ou un autre appareil ou engin susceptible de causer de dégâts à ladite voie ou à ses dépendances                                  | -                                                                        | -                                                                | -             | -                          | - |
| Délit concernant le véhicule                                  | mise en circulation ou autorisation de mise en circulation d’un véhicule dépourvu de plaques d’immatriculation                                                                                                   | -                                                                        | -                                                                | -             | -                          | - |
| Délit concernant le véhicule                                  | véhicule muni sciemment de fausses plaques d’immatriculation | -                                                                        | -                                                                | -             | -                          | - |

## Liste des contraventions
On compte une centaine de contraventions.

### Contraventions de première classe[3]
| Numéro | Qualification | Sanction principale           | Mesure administrative complémentaire | Procédure                                            | Nombre de points à retirer | Observations |
| ------ | --- | ----------------------------- | ------------------------------------ | ---------------------------------------------------- | -------------------------- | ------------ |
| 1      | le dépassement de la vitesse de 30 à moins de 50 km/h, au-dessus de la vitesse autorisée | amende de 700 à 1 400 dirhams | -                                    | ATF (Article 219)                                    | 4                          | Article 184  |
| 2      | circulation de véhicule sur la voie publique de nuit, sans éclairage, hors agglomération (dispositifs d’éclairage fonctionnels mais non actionnés par le conducteur) | amende de 700 à 1 400 dirhams | -                                    | ATF (Article 219)                                    | 3                          | Article 184  |
| 3      | stationnement en infraction aux textes en vigueur, de nuit, sans lumière en dehors d’une agglomération | amende de 700 à 1400 dirhams  | -                                    | ATF (Article 219)                                    | 3                          | Article 184  |
| 4      | le non-respect par un conducteur d’un véhicule de l’arrêt imposé par un panneau de stop ou par un feu rouge de signalisation | amende de 700 à 1 400 dirhams | -                                    | ATF (Article 219)                                    | 4                          | Article 184  |
| 5      | stationnement dangereux d’un véhicule, lorsque la visibilité est insuffisante, à proximité d’un virage ou d’un sommet de côte, sur un pont, dans un tunnel, le stationnement masquant la signalisation ou le stationnement à moins de 10 mètres d’une intersection de routes | amende de 700 à 1 400 dirhams | -                                    | Amende transactionnelle et forfaitaire (Article 219) | 3                          | Article 184  |
| 6      | franchissement d’une ligne continue | amende de 700 à 1 400 dirhams | -                                    | ATF (Article 219)                                    | -                          | Article 184  |
| 7      | arrêt d’un véhicule sur ou sous les ponts, dans les tunnels et passages souterrains ou sur un passage supérieur sauf en cas de force majeure | amende de 700 à 1400 dirhams  | -                                    | ATF (Article 219)                                    | -                          | Article 184  |
| 8      | le dépassement non réglementaire | amende de 700 à 1 400 dirhams | -                                    | ATF (Article 219)                                    | 4                          | Article 184  |
| 9      | arrêt ou stationnement d’un véhicule au niveau ou à proximité d’un passage à niveau | amende de 700 à 1 400 dirhams | -                                    | ATF (Article 219)                                    | -                          | Article 184  |
| 10     | la circulation de véhicule en sens interdit | amende de 700 à 1 400 dirhams | -                                    | ATF (Article 219)                                    | 4                          | Article 184  |
| 11     | le défaut de freins réglementaires des véhicules, ensemble de véhicules, véhicules articulés, trains routiers doubles ou remorques | amende de 700 à 1 400 dirhams | immobilisation                       | ATF (Article 219)                                    | -                          | Article 184  |
| 12     | Absence de dispositifs d’éclairage | amende de 700 à 1 400 dirhams | immobilisation                       | ATF (Article 219)                                    | -                          | Article 184  |
| 13     | Transport exceptionnel sans autorisation | amende de 700 à 1 400 dirhams | -                                    | ATF (Article 219)                                    | -                          | Article 184  |
| 14     | L'accès à l'autoroute par des véhicules de transport exceptionnel sans autorisation | amende de 700 à 1 400 dirhams | -                                    | ATF (Article 219)                                    | -                          | Article 184  |
| 15     | Surcharge en poids de 30 % à 40 % | amende de 700 à 1 400 dirhams | -                                    | ATF (Article 219)                                    | -                          | Article 184  |
| 16     | la profondeur des sculptures sur la bande de roulement du pneu est devenue inférieure au niveau fixé par l’administration ou pneu présentant des déchirures ou coupures laissant apparaître la toile sur les flancs ou la bande de roulement                                 | amende de 700 à 1 400 dirhams | immobilisation                       | ATF (Article 219)                                    | -                          | Article 184  |
| 17     | absence de dispositif de la ceinture de sécurité | amende de 700 à 1 400 dirhams | -                                    | ATF (Article 219)                                    | -                          | Article 184  |
| 18     | le véhicule présente une défectuosité des organes de direction | amende de 700 à 1 400 dirhams | immobilisation                       | ATF (Article 219)                                    | -                          | Article 184  |
| 19     | défectuosité du système de suspension | amende de 700 à 1 400 dirhams | immobilisation                       | ATF (Article 219)                                    | -                          | Article 184  |
| 20     | Absence de précautions pour éviter l'écoulement de liquides huileux ou graviers ou autres | amende de 700 à 1 400 dirhams | -                                    | ATF (Article 219)                                    | -                          | Article 184  |
| 21     | l’accès à l’autoroute par des piétons, des personnes à dos de montures ou par des animaux | amende de 700 à 1 400 dirhams | -                                    | ATF (Article 219)                                    | -                          | Article 184  |
| 22     | Dépassement du nombre autorisé de passagers en cas de transport en commun | amende de 700 à 1 400 dirhams | -                                    | ATF (Article 219)                                    | -                          | Article 184  |
| 23     | Transport des personnes sur le toit de la voiture | amende de 700 à 1 400 dirhams | -                                    | ATF (Article 219)                                    | -                          | Article 184  |
| 24     | Transport non réglementé de personnes debout | amende de 700 à 1 400 dirhams | -                                    | ATF (Article 219)                                    | -                          | Article 184  |
| 25     | absence de contrôle technique | amende de 700 à 1 400 dirhams | -                                    | ATF (Article 219)                                    | 3                          | Article 184  |
| 26     | le véhicule s’engageant sur un passage à niveau non muni de barrières sans s’assurer qu’aucun train n’est visible ou annoncé | amende de 700 à 1 400 dirhams | -                                    | ATF (Article 219)                                    | -                          | Article 184  |
| 27     | le véhicule ne dégageant pas immédiatement la voie ferrée à l’approche d’un train | amende de 700 à 1 400 dirhams | -                                    | ATF (Article 219)                                    | -                          | Article 184  |
| 28     | l’accès et la sortie des autoroutes par tout endroit non destiné à cette manœuvre | amende de 700 à 1 400 dirhams | -                                    | ATF (Article 219)                                    | -                          | Article 184  |
| 29     | Arrêt pour le ramassage et le dépôt des voyageurs sur les autoroutes | amende de 700 à 1 400 dirhams | -                                    | ATF (Article 219)                                    | -                          | Article 184  |
| 30     | Exercice du dépannage sans autorisation | amende de 700 à 1 400 dirhams | -                                    | ATF (Article 219)                                    | -                          | Article 184  |